# 池田沙絵美
池田 沙絵美（いけだ さえみ、1991年1月23日 - ）は、日本の女性ファッションモデル。鹿児島県鹿児島市出身。オスカープロモーション所属。

## 略歴
- ある漫画雑誌の読者モデルに応募したのを機にモデルを志すようになり、小学6年で福岡県に移住[2]。アンズモデルエージェンシーに所属しレッスンを受け始める[2]。
- 2006年、第1回インターネット美女コンテストでブロードバンドドラマ賞・JJ賞をダブル受賞したのを機に上京。オスカープロモーションに正式入所する[2]。
- 2007年、神戸コレクションに出演。
- 2008年、堀越高等学校卒業。
- 2008年9月27日、『FUKUOKA LOVE&COLLECTION』（福岡ドーム）に出演[3]。
- 2010年4月、舞台『宇宙エレベーターガール』（東京芸術劇場）に出演。
- 2010年9月、be amieブログを立ち上げる。
- 2012年1月、旭化成グループキャンペーンモデルに選ばれる[4]。本人曰く「上京後すぐに旭化成のキャンギャルに応募した」が落選しており、2度目の挑戦で同社創立90周年を彩るキャンギャルの座を手にした[2]。なお池田の卒業後、旭化成のキャンギャルを務めるオスカープロモーション所属者は2019年の谷口桃香[5]まで7年間途絶えた。
- 2014年1月23日、アメーバブログを立ち上げる。

## 人物
- 妹がいる[2]。
- 趣味は映画鑑賞[2]。特技はバドミントン[6]。
- B'zのファンで、LIVE-GYMによく行ったりする[7]。

## 出演

### 雑誌
- JJ（登場期間不明、光文社） - 専属モデル

### CM
- GU ユニクロ「クチコミ★ジョニー」
- 京都きもの友禅
- デニーズ 「ファンへの呼びかけ篇」 - メインOL 役
- TOYOTA「ZC3」まっすぐ篇

### テレビドラマ
- 夏の秘密（2009年、東海テレビ・フジテレビ系） - ゆかり 役
- ホラー アクシデンタル 第8話「車輪の下」（2013年2月27日、フジテレビ系）
- 結婚式の前日に（2015年10月13日 - 、TBS） - 南山千夏 役[8]
- 青春探偵ハルヤ〜大人の悪を許さない!〜（2015年10月15日 - 、読売テレビ） - 安藤麻衣 役

### その他テレビ番組
- BOOMER（J SPORTS） - リポーターとして出演[6]
- 藤井フミヤ Feel Japan Kagoshima 〜感じる日本〜（2012年9月2日、BSフジ）[9]
- news every.（2016年1月 - 、日本テレビ） - 特集リポーターとして出演

### 広告
- 鹿児島県選挙管理委員会「第23回参議院議員通常選挙」啓発ポスター（2013年7月）[1]

### 映画
- 劇場版 仮面ライダービルド Be The One（2018年） - ニュースキャスター 役